# 국제 관용의 날

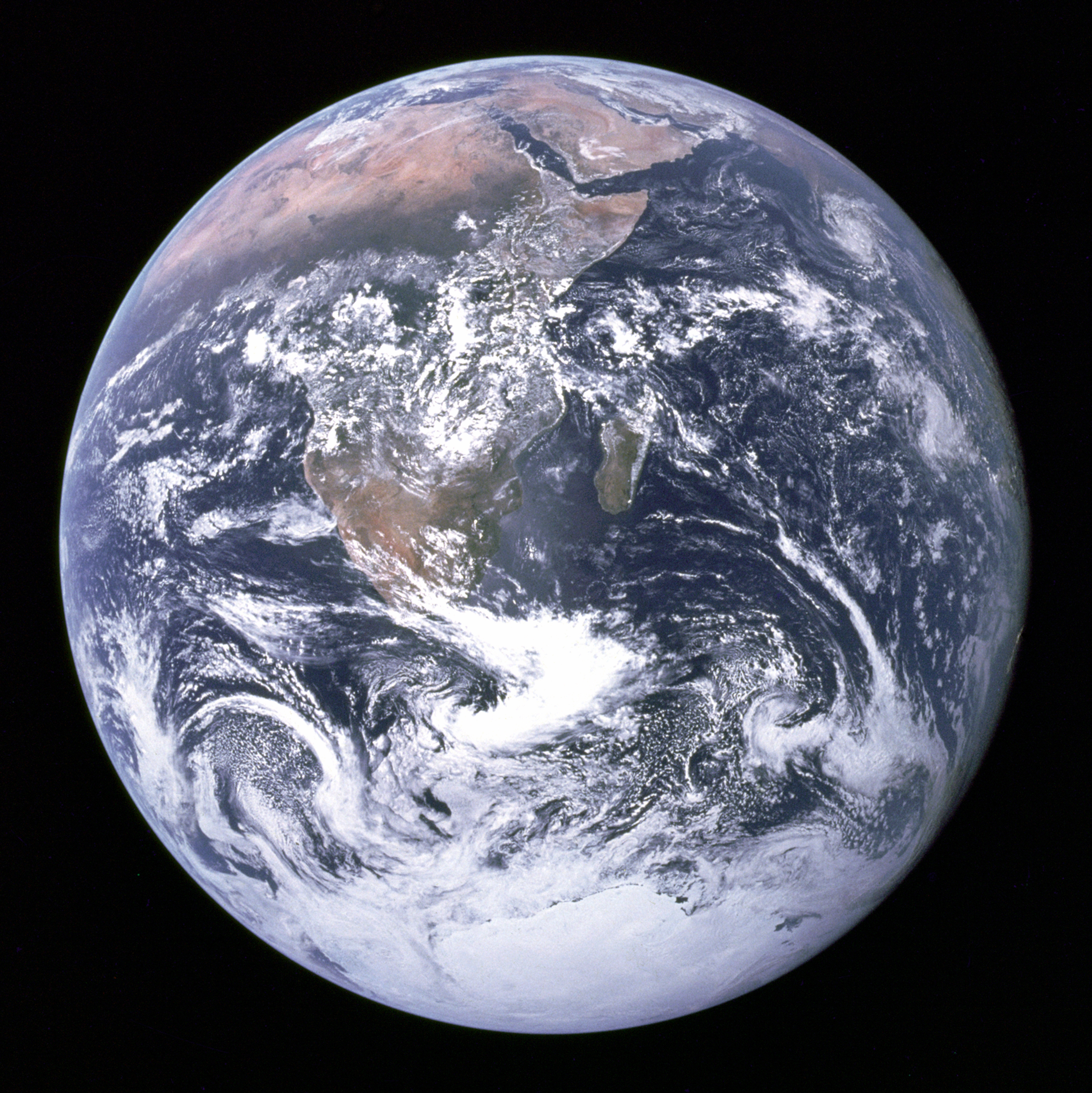

국제 관용의 날(영어: International Day for Tolerance)은 1995년 유네스코가 제정한 국제 기념일이다. 매년 11월 16일에 해당한다.

## 같이 보기
- 인권 교육
- 관용